# Szczutki
Szczutki – (niem. Schutki, 1942-1945 Waldecken)  wieś w Polsce położona w województwie kujawsko-pomorskim, w powiecie bydgoskim, w gminie Sicienko.

## Podział administracyjny
W latach 1975–1998 miejscowość administracyjnie należała do województwa bydgoskiego.

## Demografia
Według Narodowego Spisu Powszechnego (III 2011 r.) miejscowość liczyła 165 mieszkańców. Jest siedemnastą co do wielkości miejscowością gminy Sicienko.